# Interleukin 35
Interleukin 35 (IL-35) patří do cytokinové rodiny interleukinu 12. Do této rodiny cytokinů jsou řazeny ještě IL-23 a IL-27, které jsou známy svými prozánětlivými vlastnostmi. Z této rodiny cytokinů je IL-35 nově objevený a jako jediný vykazuje imunoregulační vlastnosti hrající roli při autoimunitních nebo infekčních onemocnění. Je to důležitý cytokin, který produkují regulační T buňky (Treg).

## Struktura
Interleukin 35 je heterodimer tvořený podjednotkami p35 (jinak také podjednotka alfa interleukinu 12, IL12A nebo natural killer cell stimulatory factor NKSF) a EBI3 (Epstein-Barr Virus-Induced Gene 3, jinak také β řetězec IL-27). EBI3 a p35 jsou vázány nekovalentně a výsledný sekretovaný heterodimer není disulfidicky propojen. Tyto podjednotky jsou součástí i IL-12 a IL-27. EBI3 je homologem k p40 podjednotce IL-12 (známa také jako IL-12β) a IL-23. Exprese EBI3 je silně provázaná s myeloidní buněčnou linií. Podjednotky p35 a EBI3 samy o sobě jsou schopny inhibovat lymfocytární proliferaci.

## Funkce
IL-35 se svou funkcí z rodiny IL-12 vymyká. Je produkován zejména regulačními T buňkami a není exprimován efektorovými T buňkami, tudíž má významnou imunosupresivní funkci. Tento fakt je podpořen tím, že EBI3 je pod kontrolou transkripčního faktoru FoxP3. Přítomnost IL-35 navíc přímo potlačuje proliferaci efektorových T buněk in vitro a absence produkce IL-35 u regulačních T buněk vede k významnému poklesu jejich supresivních vlastností. IL-35 může být pravděpodobně produkován také γδ T buňkami, CD8+ T buňkami či dendritickými buňkami s regulačními vlastnostmi. Na myším modelu bylo zjištěno, že rekombinantní IL-35 je schopen indukovat také populaci regulačních B buněk (IL-35+Breg cells) charakteristickou imunosupresivními vlastnostmi stejně jako regulační T buňky.
Produkce podjednotek IL-35 (p35 a EBI3) byla ve zvýšené míře zjištěna u povrchu trofoblastu. To potvrzuje, že IL-35 je důležitým supresivním mechanismem regulačních buněk imunitního systému, kterým se podílejí na správné rovnováze fetomaternálního rozhraní.

## iTr35 a i35-Breg buňky
Také bylo popsáno, že IL-35 je schopen indukovat přeměnu konvenčních CD4+ T buněk na buňky produkující regulační cytokiny (hlavně IL-35) a suprimující jiné imunitní buňky. Později však vyšlo najevo, že se zřejmě jedná o další subpopulaci iTregů, tzv. iTr35 buňky. IL-35 je pravděpodobně schopen indukovat populaci i regulačních B buněk (tzv. i35-Breg buněk), které kromě produkce IL-35 také produkují IL-10 a efektivně tak vykonávají supresivní funkce. iTr35 buňky i i35-Breg buňky vykazují účinné protizánětlivé vlastnosti nejen in vitro ale i in vivo což by bylo příslibem jejich terapeutického využití do budoucna.